# برونو دومون
برونو دومون (بالفرنسية: Bruno Dumont)‏ هو مونتير وكاتب سيناريو ومخرج فرنسي، ولد في 14 مارس 1958 في بيليول في فرنسا.

## وصلات خارجية
- برونو دومون على موقع IMDb (الإنجليزية)
- برونو دومون على موقع مونزينجر (الألمانية)
- برونو دومون على موقع ألو سيني (الفرنسية)
- برونو دومون على موقع أول موفي (الإنجليزية)
- برونو دومون على موقع قاعدة بيانات الأفلام السويدية (السويدية)
- برونو دومون على موقع قاعدة بيانات الفيلم (الإنجليزية)
- برونو دومون على موقع كينوبويسك (الروسية)